# Rhododendron albertsenianum
Rhododendron albertsenianum är en ljungväxtart som beskrevs av Forrest in Balf. f. Rhododendron albertsenianum ingår i släktet rododendron, och familjen ljungväxter. Inga underarter finns listade i Catalogue of Life.